# Cantonul Lucenay-l'Évêque
Cantonul Lucenay-l'Évêque este un canton din arondismentul Autun, departamentul Saône-et-Loire, regiunea Burgundia, Franța.

## Comune
| Comune               | Populație (1999) | Cod poștal | Cod INSEE |
| -------------------- | ---------------- | ---------- | --------- |
| Anost                | 679              | 71550      | 71009     |
| Barnay               | 114              | 71540      | 71020     |
| Chissey-en-Morvan    | 281              | 71540      | 71129     |
| Cordesse             | 142              | 71540      | 71144     |
| Cussy-en-Morvan      | 465              | 71550      | 71165     |
| Igornay              | 498              | 71540      | 71237     |
| Lucenay-l'Évêque     | 385              | 71540      | 71266     |
| La Petite-Verrière   | 65               | 71400      | 71349     |
| Reclesne             | 297              | 71540      | 71368     |
| Roussillon-en-Morvan | 310              | 71550      | 71376     |
| La Celle-en-Morvan   | 502              | 71400      | 71509     |
| Sommant              | 186              | 71540      | 71527     |